# Cascades Tugela
Les cascades Tugela són unes cascades complexes estacionals ubicades a Drakensberg (Muntanyes del Drac) del Royal Natal National Park a la província de KwaZulu-Natal (República de Sud-àfrica). En general, són acceptades com les segones cascades més altes del món, però hi ha un argument que afirma que en realitat són les cascades més altes del món, més altes que les cascades Salto Angel de Veneçuela (de 979 m, 807 m de caiguda lliure).
La altura total de les seves cinc cascades de caiguda lliure és de 948 m. Tanmateix, l'any 2016, una expedició científica txeca va prendre noves mesures, obtenint 983 m d'altura. Les dades van ser enviades a la base de dades World Waterfall per a la seva confirmació.
La font del riu Tugela (del zulu, «de sobte») es troba a l'altiplà Mont-Aux-Sources i s'estén a diversos quilòmetres més enllà del cingle Amfiteatre, on es troben les cascades.

## Controvèrsia sobre l'altura de les cascades
Hi ha un argument que les cascades Tugela són les cascades més alta del món, en comptes de les cascades Salto Angel, més conegudes. Aquest argument es basa en dues imprecisions probablement relatives a les presumptes altures de les respectives cascades.
En primer lloc, molts creuen que les cascades Salto Angel no són tan altes com ho va mesurar inicialment la periodista estatunidenca Ruth Robertson el 1949. L'altura citada de 979 m correspon gairebé precisament amb la diferència d'altitud entre la part alta de les cascades i la confluència del riu Gauja i el riu Churun, a uns 2 km de la base del cingle d'Auyantepui i a 1,6 km del darrer segment del riu Gauja, possiblement considerat com una «cascada».
Sovint, es dona l'altura inicial de Salto Angel a 1500 m, des d'on l'aigua cau per una vertical de 807 m, seguit per una cascada inclinada i ràpids de 400 m de llarg amb una pèrdua d'altura relativament baixa, i finalitzant amb una cascada de 30 m per sota del Talus Rapids, a prop del famós mirador conegut com a «Mirador Laime». Després d'això, el riu Gauja flueix amb poca pèrdua d'altura, sense res semblant a una cascada. Tanmateix, l'altura del Mirador Laime sol donar-se aproximadament a 700 m, la qual cosa suggereix que Salto Angel només té uns 800 metres d'altura total (aproximadament l'alçada de la primera cascada). Però Salto Angel és considerat gairebé universalment com la cascada única i ininterrompuda més alta del món (l'altura total de les cascades Tugela, tot i que possiblement siguin les més alta de la Terra, es divideix en cinc nivells més petits i el seu nivell individual més alt és de 411 m). Fins i tot aquesta mesura convida a un debat, ja que algunes fonts botàniques registren l'altura de la caiguda més alta de Salto Angel a 738 m, en lloc dels 807 m generalment citats.

## Accés
Durant l'època de pluges, les cascades són fàcilment visibles des de la carretera principal que es dirigeix cap al Royal Natal National Park, especialment després d'una forta pluja. Hi ha un campament sense desenvolupar i una caseta de muntanya immediatament per sobre de les cascades.
Hi ha dos senders que van cap a les cascades Tugela: 
- El camí més espectacular es troba al cim del Mont-Aux-Sources, que comença a l'aparcament «The Sentinel» (a través de Phuthaditjhaba per la R57, a unes dues hores en cotxe del Royal Natal National Park a través de la R74, a 90 minuts de Harrismith a través de la R712, o a 80 minuts del Golden Gate Highlands National Park). A partir d'aquí, la pujada a la part superior de l'Amfiteatre és relativament fàcil, però amb un viatge d'anada i tornada de 4,5 a 8 hores, depenent del nivell de condició física. L'accés al cim és a través de dues escales de cadena. Aquesta és l'única ruta de senderisme que condueix al cim del cingle Drakensberg.

- Una altra ruta cap al peu de les cascades Tugela comença al Royal Natal National Park. El gradient de 7 km del congost del Tugela és fàcil, tot i els boscos indígenes. L'última part de la caminada cap a les cascades Tugela és una gran roca que s'ha de pujar per una petita escala de cadenes, que condueix al tram final per veure els salts d'aigua que cauen al fons de l'Amfiteatre en una sèrie de cinc cascades.[9]